# ارنو اناستاسوا
ارنو اناستاسوا (23 يناير 1988 في فرنسا - ) (بالفرنسية: Arnaud Anastassowa)‏ هو لاعب كرة قدم فرنسي في مركز الدفاع. لعب مع إف91 دوديلانج ونادي ميتز وجمعية سارغومين ‏ واتحاد فورباخ الرياضي ‏.

## وصلات خارجية
- ارنو اناستاسوا على موقع قاعدة بيانات كرة القدم.إي يو (الإنجليزية)
- ارنو اناستاسوا على موقع ليكيب (الفرنسية)
- ارنو اناستاسوا على موقع Soccerway.com (الإنجليزية)